# Piper cardiophyllum
Piper cardiophyllum är en pepparväxtart som beskrevs av C. Dc.. Piper cardiophyllum ingår i släktet Piper och familjen pepparväxter. Inga underarter finns listade i Catalogue of Life.